# ماركوس تي رينولدز
ماركوس تي رينولدز (بالإنجليزية: Marcus T. Reynolds)‏ هو مهندس معماري أمريكي، ولد في 20 أغسطس 1869 في غريت بارينغتون في الولايات المتحدة، وتوفي في 18 مارس 1937 في ألباني في الولايات المتحدة.